# Labrador City
Pour les articles homonymes, voir Labrador (homonymie).
Labrador City est une ville située dans l'ouest du Labrador, au Canada, près de la frontière québécoise. Sa population atteignait 7 220 habitants en 2016. La ville voisine de Labrador City est Wabush, une petite ville comptant 1 906 habitants en 2016. Ces deux « villes jumelles » se font appeler collectivement Labrador-Ouest.

## Géographie

### Situation
Labrador City se situe au centre de la péninsule du Québec-Labrador, à environ 10 km de la frontière entre le Québec et Terre-Neuve-et-Labrador.
La ville se situe sur un vaste plateau lacustre, avec de très nombreux plans d'eau vive ou stagnante créés par l'imperméabilité des sols reposant sur le bouclier canadien. Elle borde le Petit lac Wabush (anglais : Little Wabush Lake) séparé du lac Wabush par un petit détroit (anglais : The Narrows). Le lac Wabush, affecté par l'exploitation minière, est relié au long lac Shabogamo qui s'écoule par la rivière Shabogamo dans la rivière Ashuanipi. La rivière Ashuanipi se jette à son tour dans l'océan Atlantique par le réservoir Smallwood et le fleuve Churchill.
Le relief autour de la ville est marqué, l'altitude est comprise entre 520 m au niveau du lac et 880 m au pic des Territoires du Nord-Ouest (anglais : Northwest Territories Peak) à 5 km au nord de la ville.
La route Translabradorienne ceinture la ville au nord et à l'est, venant du Québec à l'ouest, traversant le détroit à l'est en desservant Wabush au sud par la route 503 puis en se dirigeant vers la jonction Emeril (anglais : Emeric Junction) où elle croise la ligne du Transport ferroviaire Tshiuetin en direction de Churchill Falls et de Happy Valley-Goose Bay.

### Climat
Labrador City et Wabush sont caractérisées par un climat subarctique rigoureux, de fortes précipitations tout au long de l’année, dues à la présence de la dépression d'Islande à l'est entraînant un air froid, humide et instable sur la région. Comme il est typique dans la province, les chutes de neige sont très abondantes, durant sept mois par an avec une hauteur pouvant atteindre plus de deux mètres. Malgré sa latitude modérée voisine des villes comme Amsterdam, sa température annuelle moyenne est de 13 °C plus froide.
| Mois                                  | jan.       | fév.       | mars       | avril      | mai        | juin       | jui.      | août      | sep.      | oct.       | nov.       | déc.       | année           |
| ------------------------------------- | ---------- | ---------- | ---------- | ---------- | ---------- | ---------- | --------- | --------- | --------- | ---------- | ---------- | ---------- | --------------- |
| Température minimale moyenne (°C)     | −27,8      | −27        | −19,8      | −10        | −1,7       | 4,4        | 8,3       | 7,4       | 3,3       | −2,9       | −12        | −22,5      | −8,4            |
| Température moyenne (°C)              | −22,2      | −20,6      | −13,3      | −4,3       | 4          | 10,3       | 13,8      | 12,5      | 7,6       | 0,5        | −8,2       | −17,5      | −3,1            |
| Température maximale moyenne (°C)     | −16,7      | −14,2      | −6,7       | 1,5        | 9,6        | 16,1       | 19,1      | 17,6      | 11,8      | 3,8        | −4,2       | −12,6      | 2,1             |
| Record de froid (°C) date du record   | −44,1 2015 | −47,8 1973 | −46,7 1964 | −37,2 1969 | −21,7 1963 | −11,1 1961 | −6,7 1961 | −0,6 1965 | −7 1993   | −21,7 1962 | −33,1 1986 | −46,1 1964 | −47,8 17/2/1973 |
| Record de chaleur (°C) date du record | 8 1996     | 6,2 1981   | 14,7 1999  | 16,8 2006  | 28,4 2001  | 33,3 1983  | 32,6 2002 | 30,6 1976 | 27,8 1999 | 21,1 1961  | 12,2 1967  | 5,6 1973   | 33,3 16/6/1983  |
| Ensoleillement (h)                    | 98         | 132,2      | 151,3      | 180,1      | 210,6      | 212,5      | 218       | 202,7     | 116,6     | 75,4       | 56,9       | 67,3       | 1 721,4         |
| Précipitations (mm)                   | 49,2       | 40,8       | 54,1       | 48,8       | 53,5       | 82,7       | 113,9     | 103,5     | 96,5      | 75,7       | 70,9       | 50,4       | 839,5           |
| dont neige (cm)                       | 63,8       | 50,9       | 65,9       | 44,3       | 14,4       | 2,1        | 0         | 0,1       | 4,4       | 39         | 77,5       | 66,2       | 428,7           |
| Nombre de jours avec précipitations   | 17,3       | 14,6       | 16         | 14,2       | 15,2       | 17,1       | 19        | 20        | 20,5      | 20,1       | 20,4       | 19,3       | 213,7           |
| Nombre de jours avec neige            | 17,7       | 15         | 16,4       | 12,3       | 6          | 1,2        | 0,04      | 0,07      | 2,5       | 13,9       | 19,7       | 19,7       | 124,6           |

| Diagramme climatique                                  |              |               |            |             |             |              |              |             |             |             |                |
| J                                                     | F            | M             | A          | M           | J           | J            | A            | S           | O           | N           | D              |
| −16,7−27,849,2                                        | −14,2−2740,8 | −6,7−19,854,1 | 1,5−1048,8 | 9,6−1,753,5 | 16,14,482,7 | 19,18,3113,9 | 17,67,4103,5 | 11,83,396,5 | 3,8−2,975,7 | −4,2−1270,9 | −12,6−22,550,4 |
| Moyennes : • Temp. maxi et mini °C • Précipitation mm |              |               |            |             |             |              |              |             |             |             |                |

## Histoire
Labrador City a été fondée pour loger les employés de la Compagnie Iron Ore du Canada. La mine de fer, située à proximité de la ville, en constitue toujours la principale industrie.
En 1958, la Compagnie Iron Ore du Canada annonça le lancement du projet Carol (anglais : Carol Project) sur les terres visées au bail minier détenu par la Labrador Iron Ore Royalty Corporation, et entreprit le développement d'une ville en 1959. À la constitution de la ville de Labrador City en 1961, IOC a transféré le terrain désigné à la ville.

## Démographie
| 2001  | 2006  | 2011  | 2016  | 2021  |
| ----- | ----- | ----- | ----- | ----- |
| 7 744 | 7 240 | 7 367 | 7 220 | 7 412 |

## Administration
Wayne Button, médecin local et résident de longue date, a été élu maire de Labrador City à l'automne 2017.
Auparavant, Karen Oldford était maire de la ville depuis la démission de Janice Barnes en mai 2012. Depuis l'élection partielle de 2013, Yvonne Jones, membre du Parti libéral du Canada, a occupé le poste de chef de la circonscription fédérale, tandis que le libéral Graham Letto (ancien maire de Labrador City entre 2001 et 2009) représente le Labrador à la Chambre d'assemblée de Terre-Neuve-et-Labrador depuis 2015.

## Blason et devise
Le blason de la ville de Labrador City est celle d’un harfang des neiges tenant un parchemin au sommet d’une bêche noire sur un monticule de terre rouge. Le symbole représente l'extraction de minerai de fer. La pelle est flanquée de deux caribous des bois. Le harfang des neiges et le caribou des bois sont tous deux originaires de la région de Labrador City.
La devise de Labrador City est Kamistaitusset, un mot naskapi signifiant « terre des gens travailleurs ».

## Économie

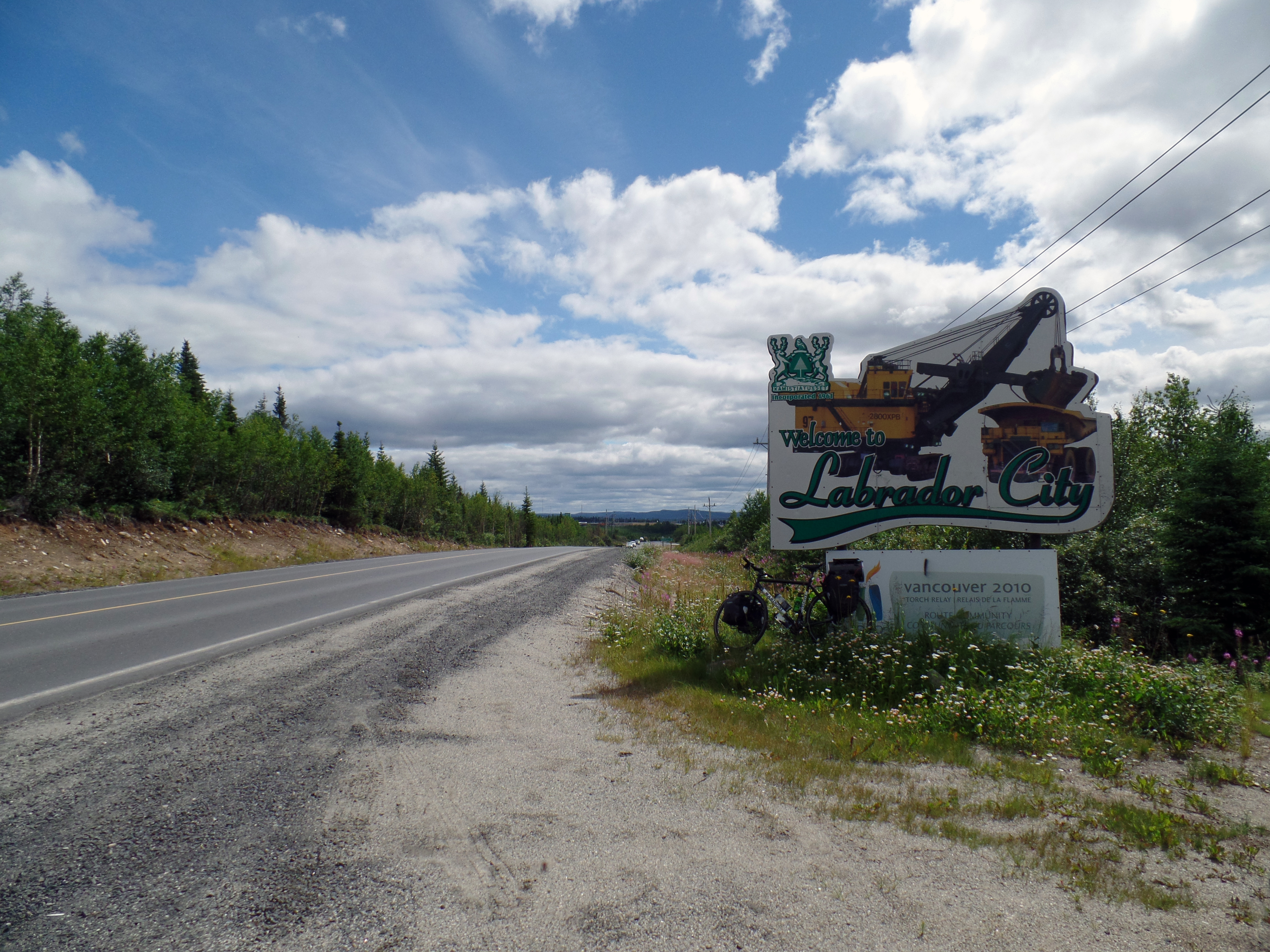
Route 500 à l'entrée de Labrador City

La ville de Labrador City a été construite dans les années 1960 autour des riches gisements de minerai de fer de la fosse du Labrador par la Compagnie Iron Ore du Canada. Le projet Carol est la principale activité d'extraction de minerai de fer dans la région. En 2008, IOC et sa société mère, Rio Tinto, ont annoncé qu'ils dépenseraient 800 millions de dollars pour développer d'autres mines dans la région. Cependant, quelques mois seulement après l'annonce de la deuxième phase de leur expansion, le projet a été mis de côté en raison de la récession économique et de la faible demande d'acier. Alors que l'économie mondiale se remet de la crise économique, on pense que IOC poursuivra son expansion dans un proche avenir.
L'aéroport de Wabush est le seul de l'ouest du Labrador, desservi par quatre lignes aériennes commerciales : Jazz Air, Air Labrador, Provincial Airlines et Pascan Aviation.
De plus, le chemin de fer de la Côte-Nord et du Labrador (anglais : Quebec North Shore and Labrador ou QNS&L)  assure le transport de marchandises par train vers et depuis Sept-Îles.
La ville dispose d'une patinoire, la Labrador City Arena, ainsi que d'un club de ski, le Menihek Nordic Ski Club.
La ville vit actuellement une forte croissance économique. Depuis quelques années des grandes enseignes sont venues s'y installer : Walmart (l'un des plus petits au Canada), McDonald's, Subway, Tim Hortons.
Le principal centre commercial de la ville, le Labrador Mall, d'une superficie de 22 940 m² (246 923 pieds carrés), comprend un Walmart ; il y a aussi une épicerie IGA. Propriété du groupe Westcliff, le centre commercial a ouvert ses portes en 1978 et est le plus grand centre commercial de la région de Labrador City, Wabush Lake et Fermont et du Labrador.

## Éducation

### Primaire et secondaire
Labrador-Ouest abrite les quatre écoles suivantes :

- AP Low Primary – Maternelle au grade 3 ;

- R. Smallwood Middle School – École primaire aux grades 4 à 7 ;

- Menihek High School – École secondaire aux grades 8 à 12 avec une option en immersion française disponible depuis la maternelle jusqu'au grade 12 ;

- Centre éducatif L’ENVOL – Écoles francophones depuis la maternelle jusqu'au grade 12 appartenant au Conseil scolaire francophone provincial de Terre-Neuve-et-Labrador.
Little Hands in The Big Land est une prématernelle pour les enfants de 3 et 4 ans.

### Postsecondaire
Labrador-Ouest compte un établissement postsecondaire :

- College of the North Atlantic – Campus Labrador Ouest, connu sous le nom de « Mining Centre of Excellence », offre de nombreux programmes postsecondaires différents à ceux qui souhaitent poursuivre leurs études.

## Société

### Culte
Labrador-city était le siège du diocèse de Labrador City-Schefferville. Il a été dissout en 2007 et son territoire a été réparti entre les diocèses d'Amos, de Baie-Comeau et de Corner Brook et du Labrador.
L'ancienne cathédrale du diocèse est la basilique Notre-Dame-du-Perpétuel-Secours de Labrador City.

### Loge maçonnique
Une loge maçonnique se trouve à Labrador City, la loge Anik No. 1707 de la Grande Loge de district de Terre-Neuve-et-Labrador de la Grande Loge d'Écosse. Dans la communauté voisine de Wabush, se trouve une autre loge maçonnique, Northern Lights No. 20 de la Grande Loge de Terre-Neuve et du Labrador.

## Personnalités
Les personnalités notables de Labrador City incluent :
- Damhnait Doyle, chanteuse
- Margot Kidder, actrice
- Dan LaCosta, gardien de but dans la Ligue nationale de hockey
- Pascal Pelletier, joueur dans la Ligue nationale de hockey
- Chad Penney, joueur dans la Ligue nationale de hockey
- Mark Nichols, curler médaillé d'or aux Jeux olympiques d'hiver de 2006 et au Championnat du monde de curling masculin 2017
- Marie-Ève Marleau, nageuse et plongeuse